# Autostereoskopi

Autostereoskopi är en typ av stereoskopi som ger en 3D-bild utan 3D-glasögon. Detta kan åstadkommas med flera olika tekniker. Autostereoskopi finns bland annat i spelkonsolen Nintendo 3DS.